# 印南博之
印南 博之（いんなみ ひろゆき、1938年5月10日 - 2021年12月26日）は、日本の郵趣家。日本郵趣協会理事、切手の博物館設立委員を務めた。

## 人物
千葉県千葉市出身。父は経済学・保険学者、明治大学名誉教授、創価大学名誉教授の印南博吉。
1961年明治大学政治経済学部卒業。全国共済農業協同組合連合会入会、全国農業協同組合中央会、中央協同組合学園、共済総合研究所、21世紀村作り塾へ出向、全国農業協同組合中央会で広報活動に従事。
郵趣関係以外では農政ジャーナリストの会、日本軍事史学会に所属し、日本旗章学協会専任講師、明治大学リバティアカデミー講師等も務める。西洋紋章研究家の一面もある。

## 著書
- 『作ろうマイアルバム』日本郵趣出版 1978
- 『西洋紋章パヴィリオンーその形や色にかくされたドラマー』東京美術 1992
- 『切手が伝える第二次世界大戦ーメディアとしての切手ー』彩流社 2006

### 論文
- 『切手, はがきに見る酒文化』日本醸造協会誌 = Journal of the Brewing Society of Japan 108(5), 326-333, 2013-05-15 公益財団法人 日本醸造協会